# عبد الرحمن الحريب
عبد الرحمن الحريب (بالإنجليزية: Abdurahman Al-Huraib)‏؛ مواليد 5 فبراير 1992 في الأحساء، السعودية، هو لاعب كرة قدم سعودي يلعب في نادي هجر.
لعب لنادي هجر ونادي الروضة ونادي الجيل ونادي العدالة.

## روابط خارجية
- عبد الرحمن الحريب على موقع Soccerway.com (الإنجليزية)